# Première bataille d'Agua Prieta
 (mars 2020).
Si vous disposez d'ouvrages ou d'articles de référence ou si vous connaissez des sites web de qualité traitant du thème abordé ici, merci de compléter l'article en donnant les références utiles à sa vérifiabilité et en les liant à la section « Notes et références ».
La première bataille d'Agua Prieta a eu lieu entre les partisans de Francisco Madero et les troupes fédérales de Porfirio Díaz en avril 1911, à Agua Prieta, dans l'État de Sonora, durant la phase initiale de la révolution mexicaine.
La bataille a été significative en ce sens que c'était la première fois que les chemins de fer étaient utilisés par les rebelles pour surprendre et que les forces américaines se sont impliquées dans les combats. La ville a été reprise par les troupes fédérales deux semaines plus tard, lorsque des renforts supplémentaires sont arrivés. Cette bataille a été un tournant dans la révolution mexicaine.